# Grachan Moncur III
Grachan Moncur III (ur. 3 czerwca 1937 w Nowym Jorku, zm. 3 czerwca 2022 w Newark) – amerykański puzonista i kompozytor jazzowy, jeden z pierwszych puzonistów grających free jazz.

## Życiorys
Syn multiinstrumentalisty Grachana „Brothera” Moncura II (ur. 2 września 1915, zm. w połowie lat 90. XX w.), grywającego na takich instrumentach jak np. kontrabas, tuba, saksofon barytonowy i tenorowy, członka ansamblu jazzowego Savoy Sultans, w którym w latach 1937-1945 pełnił rolę kontrabasisty i występował ze swoim przyrodnim bratem, saksofonistą i liderem tego zespołu Alem Cooperem, jak również współpracownika m.in. śpiewaczek Billie Holiday, Mildred Bailey i Dinah Washington oraz pianisty Teddy’ego Wilsona.
Urodzony w szpitalu Sydenham w Harlemie w Nowym Jorku, dorastał w Newark, skąd pochodziła jego matka. W wieku 6 lat zaczął uczyć się gry na wiolonczeli, lecz mając 9 lat porzucił ten instrument na rzecz puzonu. W okresie szkoły średniej uczęszczał do Instytutu Laurinburga, w którym przed nim edukację pobierał m.in. trębacz Dizzy Gillespie. Pozostawał wtedy pod wpływem Franka H. McDuffiego Jr. i Phillipa Hiltona. Po pewnym czasie został liderem Laurinburg Jazz Septet i kierownikiem muzycznym objazdowej rewii Laurinburga. Następnie studiował muzykę w Manhattan School of Music i w Juilliard School. W tym samym czasie koncertował z różnymi grupami i odbywał jam sessions w słynnych nowojorskich klubach jazzowych (Birdland, Café Bohemia, Five Spot, The Open Door i in.).
Pomiędzy 1959 a 1961 występował u boku Raya Charlesa, w 1962 z The Jazztet trębacza Arta Farmera i tenorzysty Benny’ego Golsona, koncertował też z tenorzystą Sonnym Rollinsem (1964). W tym czasie osiedlił się w Nowym Jorku, gdzie współpracował i nagrywał z różnymi muzykami, jak choćby pianistą Herbiem Hancockiem (My Point of View, 1963), alcistami Jackiem McLeanem (np. One Step Beyond, Destination… Out!, obie z 1964) i Marionem Brownem (Three for Shepp, 1967), bądź tenorzystami Wayne’em Shorterem (The All Seeing Eye, 1966) oraz Joem Hendersonem (The Kicker, 1968). Jednocześnie zarejestrowywał i ogłaszał płyty pod swoim nazwiskiem. Były to wydane w 1964 i 1965 pod szyldem Blue Note albumy Evolution i Some Other Stuff, które powstały przy udziale doborowych muzyków (Hancock, McLean, Shorter, ale też np. wibrafonista Bobby Hutcherson, trębacz Lee Morgan, perkusista Tony Williams). Jako wysoko oceniane przykłady jazzu awangardowego zapewniły mu uznanie i rozgłos.
W drugiej połowie lat 60. bliżej związał swą karierę z Archiem Sheppem (Mama Too Tight, 1966; The Way Ahead, 1968, oraz wiele in.), z którym udał się w trasę koncertową po Europie (1967) i w podróż do Algieru (1969), stając się w owym czasie jednym z czołowych reprezentantów free jazzu. W 1969 w Paryżu zarejestrował jako lider materiał, który trafił na płyty New Africa (1969) i Aco dei de madrugada (1970), wydane przez wytwórnię BYG. Jej nakładem ukazały się także longplaye sygnowane nazwiskami innych wykonawców, więc Dave’a Burrella, Sunny’ego Murraya, Sheppa, Alana Silvy, Clifforda Thorntona, z którymi natenczas nagrywał jako sideman.
W latach 70. nawiązał współpracę z The 360 Degree Music Experience, grupą kierowaną przez perkusistę Beavera Harrisa, nagrał też Echoes of Prayer (1975) dla Jazz Composer’s Orchestra Association oraz album Shadows (1977). Potem wrócił do Newark, by prowadzić działalność edukacyjną, na której koncentrował się w kolejnej dekadzie, ucząc w Newark Community School of the Arts. Grywał podówczas z organistą Johnem Pattonem, z którym w 1983 zarejestrował materiał zamieszczony na sygnowanym nazwiskiem tego ostatniego longplayu Soul Connection. Nagrywał również z saksofonistą Frankiem Lowe’em (Decision in Paradise, 1985) i wokalistką Cassandrą Wilson (Point of View, 1986), nadto koncertował z drugą odsłoną Paris Reunion Band (1986).
W XXI wieku ogłosił pod swoim nazwiskiem kolejne płyty, Exploration (2004) i Inner Cry Blues (2007).

## Dyskografia
Opracowano na podstawie materiału źródłowego.

### Jako lider
- Evolution (Blue Note, 1963)
- Some Other Stuff (Blue Note, 1964)
- New Africa (BYG, 1969)
- Aco dei de madrugada (One Morning I Waked Up Very Early) (BYG, 1969)
- Echoes of Prayer (JCOA, 1974)
- Shadows (Denon, 1977)
- Exploration (Capri, 2004)
- Inner Cry Blues (Lunar Module, 2007)

### Jako sideman
Marion Brown:
- Juba-Lee (Fontana, 1966)
- Three for Shepp (Impulse!, 1967)

Dave Burrell:
- Echo (BYG, 1969)
- La Vie de Bohème (BYG, 1970)

Benny Golson:
- Here and Now (Mercury, 1962)
- Another Git Together (Mercury, 1962)
- Pop + Jazz = Swing (Audio Fidelity, 1962)
- Stockholm Sojourn (Prestige, 1965)

Herbie Hancock:
- My Point of View (Blue Note, 1963)

Beaver Harris:
- Safe (Red, 1979)
- Beautiful Africa (Soul Note, 1979)
- Live at Nyon (Cadence Jazz, 1981)

Joe Henderson:
- The Kicker (Milestone, 1967)

Khan Jamal:
- Black Awareness (CIMP, 2005)

Frank Lowe:
- Decision in Paradise (Soul Note, 1985)

Jackie McLean:
- One Step Beyond (Blue Note, 1963)
- Destination… Out! (Blue Note, 1964)
- ’Bout Soul (Blue Note, 1967)
- Hipnosis (Blue Note, 1967)

Lee Morgan:
- The Last Session (Blue Note, 1971)

Butch Morris:
- In Touch... but out of Reach (Kharma, 1982)

Sunny Murray:
- Hommage to Africa (BYG, 1969)

William Parker:
- In Order to Survive (Black Saint, 1995)

John Patton:
- Soul Connection (Nilva, 1983)

Archie Shepp:
- Mama Too Tight (Impulse!, 1966)
- The Way Ahead (Impulse!, 1968)
- Poem for Malcolm (BYG, 1969)
- For Losers (Impulse!, 1970)
- Things Have Got to Change (Impulse!, 1971)
- Live at the Pan-African Festival (BYG, 1971)
- Life at the Donaueschingen Festival (MPS, 1972)
- Kwanza (Impulse!, 1974)
- Freedom (JMY, 1991)

Wayne Shorter:
- The All Seeing Eye (Blue Note, 1965)

Alan Silva:
- Luna Surface (BYG, 1969)

Clifford Thornton:
- Ketchaoua (BYG, 1969)

Chris White:
- The Chris White Project (Muse, 1993)

Cassandra Wilson:
- Point of View (JMT, 1986)